# Otto Pfister (ginnasta)
Otto Pfister (3 settembre 1900 – ...) è stato un ginnasta svizzero.

## Palmarès

### Olimpiadi
- Oro a Amsterdam 1928 nel concorso a squadre.
- Bronzo a Parigi 1924 nel concorso a squadre.